# Fons (exercici)

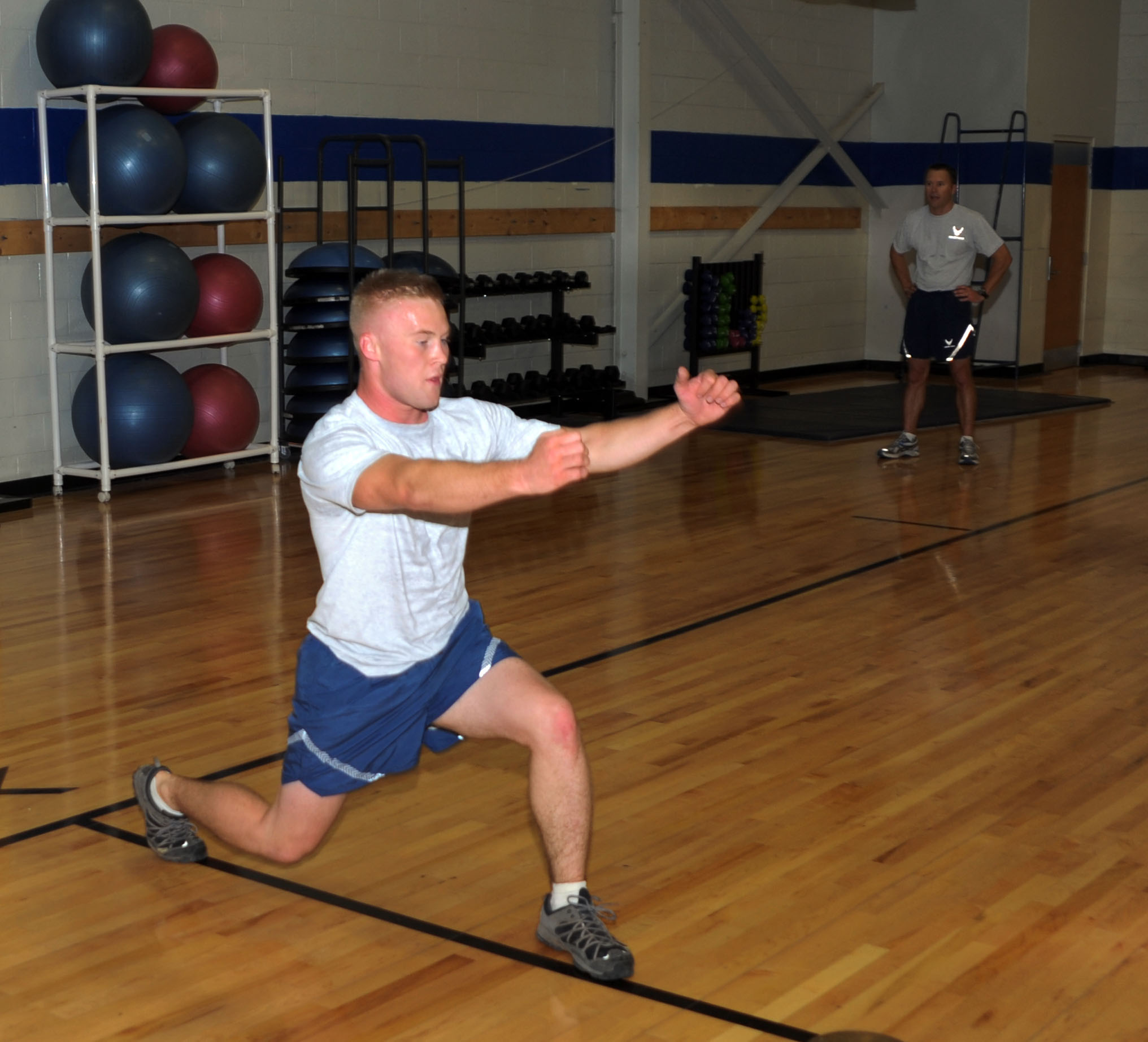
Esportista practicant un exercici de fons

El fons és un exercici d'entrenament de força que s'utilitza per enfortir els músculs del quàdriceps, els glutis i els músculs que componen el "isquiotibials", el semitendinós, semimembranós, i el bíceps femoral. Una estocada de llarg posa l'accent en els glutis, mentre que una estocada curta posa l'accent en el quàdriceps.
Per dur a terme l'estocada, l'individu està dret amb els peus a l'ample d'espatlles, i després passos cap endavant, caient primer amb el taló. El genoll ha d'estar a 90 graus i directament sobre els dits dels peus, només (fent un pas més curt pot posar pressió sobre el genoll). El moviment continua fins que el genoll posterior està gairebé tocant a terra. L'individu després torna a la seva posició de partida per conducció cap amunt amb la cama davantera.
L'estocada es pot realitzar sense pesos (és a dir, el pes corporal). No obstant això, els entrenadors de pes en general tracten d'augmentar la dificultat utilitzant pesos (a cada mà) o una barra amb pesos sobre el mateix (que va tenir lloc sobre del clatell i les espatlles). Entrenadors avançats poden trobar que la força d'agafada és un problema amb l'estocada manuelles, de manera que prefereixen l'estocada barra.
Com una variació, estocades pliomètrics (també conegut com dividides agachadillas) pot ser realitzada per saltant explosivament entre les posicions estocada, amb els peus intercanviant posicions en cada salt. A més, l'estocada explosiva és important quan un atleta ha de fer un pas ràpid, llarg. Per exemple, quan s'intenta robar una pilota, arribant a una pilota o per invertir les adreces en el beisbol, respectivament. És important per augmentar la capacitat d'un atleta per executar un impuls explosiu desactivat, és necessari no només per arribar a una persona o un objecte, sinó també per millorar la velocitat de marxa i acceleració.